# Stellvertretendes Generalkommando

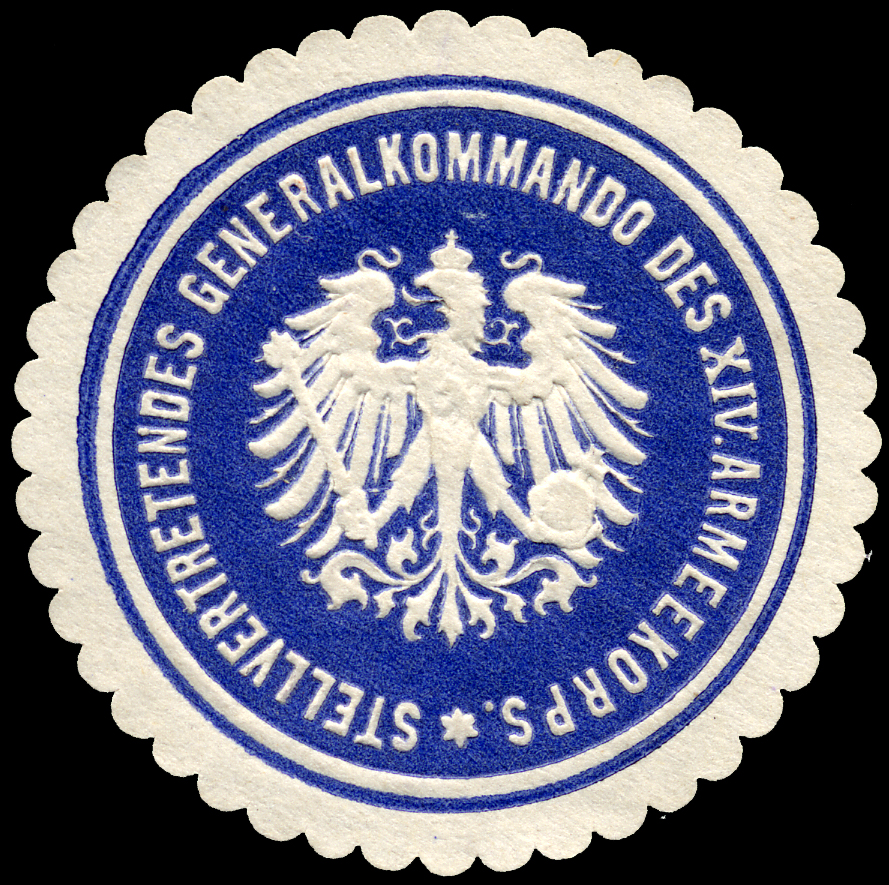
Siegelmarke XIV.

Das Stellvertretende Generalkommando war eine Organisationseinheit des deutschen Heeres und später des Heeres der Wehrmacht. Solange ein Generalkommando mobilisiert war, übernahm das Stellvertretende Generalkommando dessen sämtliche Funktionen als ortsfeste (immobile) Kommando- und Verwaltungsbehörde eines Armeekorpsbereichs und der dort stationierten Truppen. Befehlshaber des Stellvertretenden Generalkommandos war der Stellvertretende Kommandierende General. Die Bayerische, Preußische, Sächsische und Württembergische Armee vor und während des Ersten Weltkrieges sowie das Heer der Wehrmacht zur Zeit des Nationalsozialismus kannten Stellvertretende Generalkommandos.

## Kompetenzen und Aufgaben im Ersten Weltkrieg
In ihren Territorialbereichen waren die Militärbefehlshaber die Inhaber der vollziehenden Gewalt. Bis zur Unterstellung unter das Kriegsministerium in kriegswirtschaftlichen Fragen am 8. Dezember 1916 hatten sie eine Immediatstellung zum Kaiser. Sie verfügten über ein ausgedehntes Verordnungsrecht und eine Weisungsbefugnis gegenüber der Zivilverwaltung in den entsprechenden Regierungsbezirken. Zur Koordinierung der 21 Generalkommandos des Heimatheeres wurde im Zuge der Mobilmachung am 5. August 1914 ein Stellvertretender Generalstab der Armee gebildet, der in Berlin verblieb und bis zum 31. Januar 1919 bestand.
Das Immediatverhältnis der Generalkommandos zum Kaiser bedeutete, dass die stellvertretenden Generalkommandeure und die ihnen gleichgestellten Festungskommandanten jeder zivilen Kontrolle entzogen waren. Sie übten de facto selbständige Herrschaftsfunktionen aus, die die politischen und administrativen Befugnisse der Verfassungsorgane und Zivilbehörden überlagerte und die verfassungsmäßigen Rechte der Untertanen während des Krieges einschränkten.
Ihre Aufgaben beschränkten sich nicht nur auf Nachschubangelegenheiten (Intendantur), also die Ersatzlieferung von Mannschaften und Pferden und die Versorgung der Armeekorps mit Kriegsmaterial, oder das Kommando über die zurückgebliebenen Truppen und den Grenzschutz. In ihren Zuständigkeitsbereich fielen auch die Spionageabwehr, die Überwachung des öffentlichen Lebens etwa durch Pressezensur, Postüberwachung, Einschränkung der Versammlungsfreiheit oder der Einsatz von Kriegsgefangenen. Insbesondere ab 1916 waren sie zunehmend in der Steuerung der Kriegswirtschaft eingesetzt. In den letzten Kriegsjahren waren sie auch für den Einsatz der Etappenhelferinnen zuständig.
Die zivilen Behörden hatten Weisungen dieser Militärbehörden Folge zu leisten. Im Rahmen des Belagerungszustandes war es den stellvertretenden Generalkommandos sogar erlaubt, ohne Einschaltung eines zivilen Gerichts militärische Schutzhaftbefehle auch gegen Zivilisten zu verhängen.
Das große Aufgabenspektrum während des Krieges führte dazu, dass die Personalstärke der stellvertretenden Generalkommandos stark anstieg. Waren 1914 im achten Württembergischen Stellvertretenden Generalkommando nur sieben Offiziere und 14 Unterbeamte tätig, so waren es 1917 bereits 134 Offiziere.
Im Laufe des Krieges wurden verschiedene Bereiche zentralisiert. Das war etwa durch die Gründung des Kriegspresseamtes 1915 oder des Kriegsamtes 1916 der Fall.
Durch den Luftangriff auf Potsdam am 18. April 1945, bei dem das Reichsarchiv schwer getroffen wurde, ging ein großer Teil der dort archivierten Akten der preußischen Stellvertretenden Generalkommandos verloren, so auch die Akten des X. Armeekorps in Hannover, was die Rekonstruktion der nordwestdeutschen Militärgeschichte von 1867 bis 1919 vor erhebliche Forschungsprobleme stellt.